# Lumír Ondřej Hanuš
Lumír Ondřej Hanuš (* 20. listopadu 1947 Olomouc) je český chemik a vědec, který se zabývá převážně výzkumem přírodních látek. Je členem mezinárodní společnosti pro výzkum kanabinoidů a jeho práce jsou citovány ve světových vědeckých publikacích. Mezi nejvýznamnější patří vědecká práce, opublikovaná v prestižním vědeckém časopise Science – "Isolation and structure of brain constituent that binds cannabinoid receptor". Jeho účast tkvěla v izolaci nové endogenní látky z mozku, která byla nazvána anandamid. Na tomto výzkumu pracoval půldruhého roku společně s americkým molekulárním farmakologem Williamem Devanem. Objev anandamidu byl zásadním průlomem pro další vývoj v oblasti endokanabinoidních neurotransmiterů a dal vědcům konečně pochopit mechanismus léčebných účinků konopí.

## Život
Narodil se 20. listopadu 1947 v Olomouci.
V současné době žije a provádí vědecký výzkum v Izraeli a zúčastňuje se mnoha přednášek doma i v zahraničí. Odborné přednášky měl již v jedenatřiceti zemích světa. Aktivně se zasazuje o legalizaci využití konopí v lékařství v České republice. V tomto směru byl aktivním účastníkem dvou seminářů v Poslanecké sněmovně Parlamentu České republiky v Praze (8. dubna 2010 a 13. září 2011) a na různých místech v ČR přednesl na toto téma řadu přednášek. Byl také významným hostem na konopném festivalu Cannafest, který se konal 19. až 21. listopadu roku 2010 v Praze. Zde přednášel na téma "Konopí jako lék".  Hanuš rád fotografuje a věnuje se sportům v přírodě (horolezectví, turistika, cyklistika, canyoning). 
Hanuš je členem spolků International Cannabinoid Research Society, Society for the Protection of Nature in Israel, Slovenského horolezeckého spolku JAMES, Českého horolezeckého svazu, Israel Climbers' Association, členem redakční rady časopisů Adiktologie a Journal of Cannabis Research a editorův spolupracovník časopisu Medical Cannabis and Cannabinoids.

### Vědecká činnost

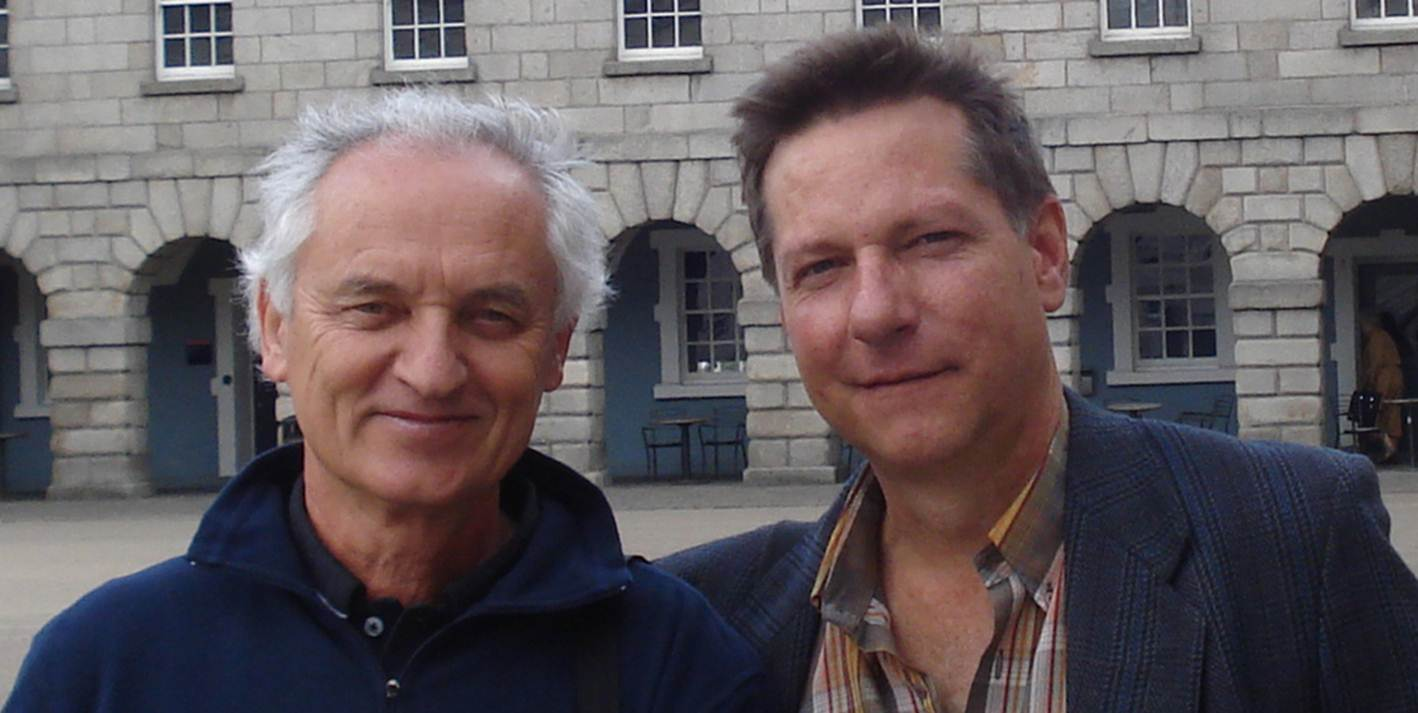
Lumír Ondřej Hanuš a William Anthony Devane, objevitelé anandamidu

Velká část jeho života byla zasvěcena studiu a hlavně vědecké činnosti. V letech 1966 až 1972 studoval analytickou chemii se zaměřením na organickou analýzu na Přírodovědecké fakultě Univerzity Palackého v Olomouci. Tamtéž získal roku 1974 titul "Doktor přírodovědy" (RNDr.). Jeho rigorózní práce nesla název "Příspěvek k identifikaci cannabinoidních látek v Cannabis sativa L. " a měla 146 stran.
V letech 1976–78 absolvoval postgraduální studium moderní instrumentální chemie na Přírodovědecké fakultě Univerzity J.E. Purkyně v Brně, kde obhájil práci nazvanou "Plynová chromatografie přírodních látek z marihuany", kterou vypracoval v Československé akademii věd v Brně. V letech 1978 a 1979 se věnoval výzkumu na Research Institute of Pharmaceutical Sciences, School of Pharmacy, University of Mississippi. V roce 1984 získal titul "Kandidát chemických věd v analytické chemii" (CSc.) – jeho kandidátská dizertační práce se jmenovala "Příspěvek k analytické chemii cannabinoidních látek z marihuany" a měla 210 stran. Od roku 1990 působí na Hebrejské univerzitě, která se nachází ve městě Jeruzalémě v Izraeli. Mimo jiné zde pracoval na výzkumu přírodních ligandů pro kanabinoidní receptory.  V roce 1994 se stal docentem v organické chemii na Univerzitě Palackého (habilitační práce "Anandamidy – endogenní ligandy pro cannabinoidní receptory v mozku"), o rok později doktorem věd v farmaceutické chemii na Univerzitě Karlově (doktorská dizertační práce "Od marihuany k přírodnímu ligandu z mozku"). V letech 2001–2008 byl akademickým pracovníkem na Hebrejské Univerzitě v Jeruzalémě, od roku 2008 je vědeckým pracovníkem tamtéž.

### Zaměstnání
- 1971–1990 – Katedra hygieny a epidemiologie, Lékařská fakulta Univerzity Palackého (Pedagogická a vědecká práce jako asistent, vědecký pracovník, odborný asistent)
- 1978–1979 – Research Institute of Pharmaceutical Sciences, School of Pharmacy, University of Mississippi (research associate)
- 1990–1997 – Ústav přírodních látek, Farmaceutická fakulta, Lékařská fakulta, Hebrejská Univerzita (výzkumný pracovník)
- 1997–1998 – Laboratoř bioorganické chemie National Institute of Diabetes and Digestive and Kidney Diseases, Bethesda, Maryland (vissiting associate)
- 1998–2001 – Ústav přírodních látek, Farmaceutická fakulta, Lékařská fakulta, Hebrejská Univerzita (výzkumný pracovník)
- 2001–2002 – Division of Intramural Clinical and Biological Research/Laboratory of Physiologic Studies, Section of Neuroendocrinology, National Institute on Alcohol Abuse and Alcoholism, Bethesda, Maryland (research fellow)
- 2002–2003 – Ústav přírodních látek, Farmaceutická fakulta, Lékařská fakulta, Hebrejská Univerzita (výzkumný pracovník)
- 2001–2003 – Kamea Gimel (zařazení akademické – marce[ujasnit]), Hebrejská Univerzita, Jerusalem
- od 2003 – Ústav medicínské chemie a přírodních produktů (přejmenováno na Institute of Drug Research), School of Pharmacy, Faculty of Medicine Hebrew University
- 2005 – Division of Intramural Clinical and Biological Research/Laboratory of Physiologic Studies, Section of Neuroendocrinology, National Institute on Alcohol Abuse and Alcoholism, Bethesda, Maryland
- 2003–2008 – Kamea Alef (zařazení akademické – profesor chaver[ujasnit]), Hebrejská Univerzita, Jerusalem
- 2008–2018 – Kamea Alef (zařazení vědecké – Research Fellow)
- 2017–2019 – Steering Committee member & Senior Fellow in the Jefferson Institute of Emerging Health Professions, Thomas Jefferson University, Philadelphia, Pennsylvania, U.S.A.
- 2018–dodnes – Vedoucí vědecký pracovník, Lumir Lab, R&D Cannabinoid Laboratory, The Hadassah Medical Center, Hebrew University Biotechnology Park, Ein Kerem, Jerusalem
- 2021 – Appointed as members of the Honorary Academic Committee of the Diploma of Advanced Studies in Endocannabinology, Cannabis and Cannabinoids, Centro de Estudios Interdisciplinarios, Universidad Nacional de Rosario, Rosario, Argentina
- 2021 – Visiting professor, Centro de Estudios Interdisciplinarios, Universidad Nacional de Rosario, Rosario, Argentina

## Ocenění
- 14. září 2005 – Hanušova medaile (Česká chemická společnost) za záslužnou práci v oblasti chemie
- 6. listopadu 2006 – Pamětní medaile k 50. výročí obnovení a znovuotevření olomoucké univerzity při příležitosti proslovení 13. výroční přednášky k poctě J. L. Fischera
- 12. dubna 2007 – Čestný doktorát (Masarykova univerzita, Brno)
- 2009 – nominován na Národní cenu vlády České republiky Česká hlava
- 2010 – nominován na cenu Patria, cena Veolia Voda, v soutěži Česká hlava
- 2010 – nominován na cenu Jack Herer Awards 2010 – Outstanding Hemp Awareness in the field of Medicine
- 26. dubna 2010 – Outstanding Immigrant Scientist (1990–2010) za jeho příspěvek státu Izrael, Ministry of Immigrant Absorption, Israel
- 4. května 2011 – Doctor honoris causa (Univerzita Palackého, Olomouc)
- 2011 – jmenován čestným vědeckým spolupracovníkem České neuropsychofarmakologické společnosti
- 2011 – nominován na cenu v kategorii Cena adiktologie za významný přínos v oboru adiktologie pro rok 2011
- 2012 – Cena adiktologie za významný přínos v oboru adiktologie pro rok 2012 (Karlova Univerzita, Praha)
- 13. června 2013 – Cena města Olomouce za rok 2012[7]
- 29. března 2014 – Recognition (ONEJ), Ljubljana, Slovenia
- 2014 – nominován na prezidenta The International Cannabinoid Research Society
- 22. března 2016 – 2015 Lifetime Award Winner (Americans for Safe Access), Washington D.C., USA
- 10. září 2016 – Pamětní medaile Univerzity Palackého v Olomouci za mimořádnou reprezentaci Univerzity Palackého v České republice a v zahraničí
- 13. ledna 2018 – Recognition, Punta del Este, Uruguay
- 27. září 2018 – Lifetime Achievement Award, CanEx Jamaica, Montego Bay, Jamaica